# Сінфайнш
Сінфа́йнш (порт. Cinfães; МФА: [sĩ.ˈfɐ̃jʃ]) — муніципалітет і містечко в Португалії, в окрузі Візеу. Розташований у центрально-північній частині країни, на теренах історичної португальської провінції Бейра. Належить до Ламегуської діоцезії Католицької церкви в Португалії. Права міського самоврядування має з 1513 року. Поділяється на 14 парафій. За адміністративним поділом, чинним до 1976 року, був складовою провінції Берегове Дору. Площа муніципалітету — 239,29 км², населення муніципалітету — 20427 ос. (2011); густота населення — 85,37 осіб/км²
. Патрон — Іван Хреститель. Святковий день муніципалітету — 24 червня. Поштовий індекс — 4690.  Код місцевої адміністративної одиниці — 1804. Складова статистичного регіону Північ.

## Географія
Сінфайнш розташований на півночі Португалії, на північному заході округу Візеу.
Сінфайнш межує на півночі з муніципалітетами Марку-де-Канавезеш і Байан, на сході — з муніципалітетом Резенде, на півдні — з муніципалітетом муніципалітетами Каштру-Дайре і Арока, на заході — з муніципалітетом Каштелу-де-Пайва.

## Історія
1513 року португальський король Мануел I надав Сінфайншу форал, яким визнав за поселенням статус містечка та муніципальні самоврядні права.

## Населення
| Кількість мешканців | Кількість мешканців | Кількість мешканців | Кількість мешканців | Кількість мешканців | Кількість мешканців | Кількість мешканців | Кількість мешканців | Кількість мешканців | Кількість мешканців | Кількість мешканців | Кількість мешканців | Кількість мешканців | Кількість мешканців | Кількість мешканців |
| ------------------- | ------------------- | ------------------- | ------------------- | ------------------- | ------------------- | ------------------- | ------------------- | ------------------- | ------------------- | ------------------- | ------------------- | ------------------- | ------------------- | ------------------- |
| 1864                | 1878                | 1890                | 1900                | 1911                | 1920                | 1930                | 1940                | 1950                | 1960                | 1970                | 1981                | 1991                | 2001                | 2011                |
| 22 945              | 23 343              | 24 203              | 25 631              | 27 297              | 27 546              | 30 080              | 30 573              | 31 984              | 29 757              | 25 775              | 25 619              | 23 489              | 22 424              | 20 427              |